# Sørlandet

Mapa de Sørlandet

Sørlandet (literalmente en español, La tierra del sur o formalmente Noruega del Sur) es una de las cinco grandes regiones geográficas (Landsdel) de Noruega. Corresponde al sur del país, y comprende el condado (fylke) de
Agder (Vest-Agder y Aust-Agder).
El nombre de esta región apareció por primera vez en 1902, bajo la pluma del autor local Wilhelm Krag. Anteriormente, se consideraba a esta región como parte del Vestlandet.
Los municipios costeros de Sørlandet, de oeste a este, son:
- Flekkefjord
- Farsund
- Mandal
- Kristiansand
- Lillesand
- Grimstad
- Arendal
- Tvedestrand
- Risør